# Sinheung-dong, Incheon
Sinheung-dong (koreanska: 신흥동) är en stadsdel i staden Incheon i den nordvästra delen av Sydkorea, 32 km väster om huvudstaden Seoul. Den ligger i stadsdistriktet Jung-gu. Sinheung-dong är en del av stadens hamnområde.